# 11e régiment de Marines (États-Unis)

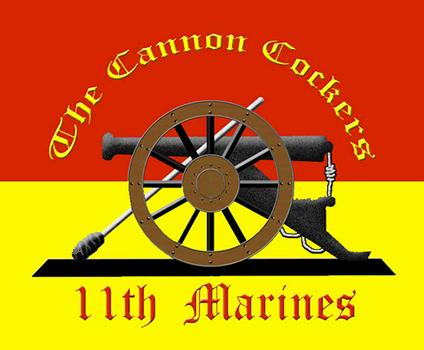
Blason du 11ème régiment d'infanterie des US Marines.

Le 11e régiment de Marines est un régiment du corps des Marines des États-Unis.